# Bakos Gáspár
Bakos Gáspár Áron (külföldön Gaspar A. Bakos) (Siófok, 1976. február 27. –) Magyar Örökség díjas csillagász, fizikus, az amerikai Harvard Smithsonian Asztrofizikai Intézet kutatója, tizenhárom exobolygó felfedezője.

## Művei
- Bakos, G. Á., Sahu, K. C., Németh, P. 2001, Revised Coordinates and Proper Motions of the Stars in the Luyten Half-Second Catalogue, Accepted to APJ Suppl. Series, astro-ph/0202164. See also this page for further details.
- Bakos, G. Á. 2001, RTLinux driven HAT for All Sky Monitoring, Smale Telescope Astronomy on Global scales, Eds. Claudia Lemme and Wen Ping Chen, ASPCS (IAU coll.~183) (ps.gz) . See also this homepage.
- Bakos, G. Á., Benko, J. M.,. Jurcsik, J. 2000, Identification and astrometry of variables in M3, Acta Astronomica, 50, 221, astro-ph/0004259, ADS entry, see also this page.
- Sahu, K. C., Vreeswijk, P., Bakos, G. Á. et al. 2000, Discovery of the optical counterpart and early optical observations of GRB990712, ApJ, 540, 74 astro-ph/0003378., ADS entry .
- Bakos, G. Á. , Jurcsik, J. 1999, The Instability Strip of M3, ASP Conference Series, 203, 255, astro-ph/0004311 , ADS entry .
- Kiss, L. L., Alfaro, E. J., Bakos, G. Á., Csák, B., Szatmáry, K. 1999, On the monoperiodicity of the suspected delta Scuti star Iota Bootis, IBVS #4698 (Postscript , Source , ADS entry).
- Kiss, L. L., Vinkó J., Balog, Z., Alfaro, E., Bakos, G, 1999, Recent photometric and spectroscopic results of Cepheid variables, ASP Conference Series, 173, 349, ADS entry .
- Some GCN (GRB Coordinates Network) Circulars: Rol, E. et al. 1999, GCN #358, Optical Observations of GRB990627 Bakos, G. Á. et al. 1999, GCN #387, The discovery of GRB990712
- Few IAU Circulars: Bakos et al. 1999, IAUC #7225, GRB 990712